# 미얀마-인도 관계
미얀마-인도 관계, 또는 버마-인도 관계는 인도와 미얀마 간의 양자 관계이다. 이러한 관계는 인접한 두 아시아 국가 간에 존재하는 정치적, 경제적, 사회문화적 관계를 포괄한다. 1993년 이후 마약밀매, 민주주의 탄압, 미얀마 군사 정권의 통치와 관련된 긴장을 극복하면서 정치적 관계가 상당히 개선되었다. 양국의 정치 지도자들은 양자 및 동남아시아 국가 연합 공동체 내에서 정기적으로 모임을 갖는다. 인도는 미얀마의 4번째로 큰 수출 시장이자 5번째로 큰 수입 파트너로서 경제적 관계가 상당하다.
1,600km에 달하는 미얀마-인도 국경은 북동인도의 미조람주, 마니푸르주, 나갈랜드주, 아루나찰프라데시주와 미얀마의 까칭주, 자가잉도, 친주를 구분하고 있다. 인도와 미얀마는 긴 육상 국경 외에도 인도의 안다만 제도를 따라 해양 국경을 공유하고 있다.

## 역사
미얀마-인도 관계는 고대부터 시작되었으며, 문화 교류에는 불교와 인도 그란타 문자를 기반으로 한 버마 문자가 포함되었다. 특히 상좌부 불교는 수천 년 동안 버마 사회와 문화에 엄청난 영향을 미쳤으며, 미얀마 인구의 약 90%가 계속해서 이 종교를 따르고 있다.
북동인도 마니푸르주 출신의 메이테이족은 버마 궁정에 폴로와 하키를 도입했다. 그들은 버마인과 동남아시아의 다른 사람들에게 점성술 과학을 소개했다.
버마 왕 알라웅파야가 시암 (태국)을 침공했을 때, 그는 500명의 마니푸리인 (메이테이족) 기병을 데리고 있었다. 메이테이 브라만은 버마 왕족을 위해 점성술사와 사제로 일했다.

## 경제 관계
인도는 태국, 중국, 싱가포르에 이어 미얀마의 4번째로 큰 무역 파트너이며, 태국에 이어 두 번째로 큰 수출 시장으로 전체 수출의 25%를 차지한다. 인도는 또한 미얀마의 일곱 번째로 중요한 수입원이다. 인도와 미얀마 정부는 2017년까지 10억 달러를 달성하고 양국 간 무역은 13억 달러에 도달한다는 목표를 세웠다. 인도 정부는 미얀마와의 무역 연결을 강화하고 가스 파이프라인을 구축하기 위해 항공, 육상 및 해상 노선을 확장하기 위해 노력해 왔다.

## 인권
인도는 압도적인 국제적 비난을 불러일으킨 2007년 미얀마 반정부 시위에 대해 주저했다. 인도는 또한 미얀마의 내정에 간섭할 의사가 없으며 미얀마의 주권을 존중하기 때문에 버마 국민이 스스로 민주주의를 달성해야 한다고 선언했다. 이러한 소극적인 대응은 인도 안팎에서 인도의 민주주의 선도 국가로서의 자격을 약화시킨다는 비판을 많이 받아왔다.
많은 국제 사회와 달리, 나렌드라 모디 총리는 2016~17년 북라카인주 충돌에 대한 아웅 산 수 찌 여사의 대처나 미얀마 정부의 로힝야족에 대한 처우에 대해서는 비판을 거부했다.